# Peromyscus hylocetes
Peromyscus hylocetes är en gnagare i släktet hjortråttor. Den listades en tid som underart eller synonym till Peromyscus aztecus. På grund av genetiska undersökningar under 1990-talet godkänns Peromyscus hylocetes som art.
Arten blir 70 till 170 mm lång (huvud och bål) och har en 40 till 205 mm lång svans. Vikten varierar mellan 15 och 110 g.
Denna hjortråtta förekommer i en vulkanisk bergstrakt i centrala Mexiko från Mexico City till Stilla havet. Den lever i regioner som ligger 2300 till 2700 meter över havet. Arten vistas i blandskogar och i molnskogar. Den besöker även områden med glest fördelad växtlighet, till exempel lavafält.
Peromyscus hylocetes är aktiv under natten och går vanligen på marken. Den äter främst gräs och frön samt några insekter. Det finns två parningstider, en under regntiden mellan april och oktober samt en under den torra perioden.
Arten hotas i viss mån av skogsavverkningar. Hela beståndet listas av IUCN som livskraftig (LC).